# Карпман, Лора
Ло́ра Энн Ка́рпман (англ. Laura Anne Karpman; род. 1 марта 1959, Лос-Анджелес, Калифорния, США) — американский композитор, чьи работы включают в себя музыку для кино, телевидения, видеоигр, театра и концертного зала. За свою работу она получила пять премий «Эмми», а также номинацию на «Оскар» (2024). Карпман обучалась в Джульярдской школе, где играла джаз, и оттачивала своё мастерство в барах.

## Биография

### Образование
Карпман родилась в Лос-Анджелесе, работала с Джоном Харбисоном в Музыкальном центре Тэнглвуда, посещала музыкальную школу Аспена и Американскую школу искусств, где работала с Надей Буланже. Она получила степень бакалавра музыки в Мичиганском университете, который окончила с отличием, обучаясь у Уильяма Болкома и Лесли Бассетта. Она получила докторскую степень и степень магистра музыкальной композиции в Джульярдской школе, где её главным учителем был Милтон Бэббит.

### Карьера
Композиции Карпман были заказаны Тоней Пинкинс, Оперой Лос-Анджелеса, Оркестром американских композиторов, Чешским филармоническим оркестром, Джульярдским хоровым союзом, Pacific Serenades и перкуссионисткой Эвелин Гленни. Они были выполнены на международном уровне.
Театральный каталог Карпман включает в себя три мюзикла для лос-анджелесской театральной труппы «A Noise Within», а также подчёркивания к десяткам классических пьес. Среди её работ в области медийной музыки — 20-часовой телевизионный мини-сериал Стивена Спилберга «Похищенные», получивший премию «Эмми» и сериал PBS «Живые Эдемы» (за который она получила девять номинаций на премию «Эмми»). Она написала музыку для множества фильмов, телевизионных программ и видеоигр (включая музыку для Halo 3 и её отмеченную наградами музыку для EverQuest II). Карпман была номинирован на премию «Энни» за короткометражный фильм «История обезьяны», снятый по заказу правительства Китая, премьера которого позже состоялась в США и была исполнена Детройтским симфоническим оркестром.
Премьера оперы Карпман «Спроси свою маму», удостоенной премии «Грэмми», состоялась 16 марта 2009 года в Карнеги-холле с выступлениями Джесси Норман, Кассандры Уилсон, The Roots и Оркестра Святого Луки под управлением Джорджа Мэнахана. Этот мюзикл, в основе которого лежит голос Лэнгстона Хьюза, включает в себя отрывки из произведений Луи Армстронга, Биг Мэйбелл Пигмита Маркхэма и Билла Робинсона, объединённые с проецируемыми изображениями Рико Гатсона и дополнительным архивным видео, а также собственные стихи Хьюза. Его поставила Энни Дорсен. «Спроси свою маму» был выпущен Avie Records в июле 2016 года.
Позже Карпман создала «Проект 110», работу по заказу оперы Лос-Анджелеса как гимн первой городской автостраде I-110, которой в 2009 году исполнилось 70 лет.
В 2014 году Карпман вместе с Лолитой Ритманис и Мириам Катлер стала соучредителем Альянса женщин-кинокомпозиторов. Организация обеспечивает известность и защиту женщин-композиторов.
В 2016 году Карпман стала первой женщиной, избранной в музыкальное отделение Совета управляющих Академии кинематографических искусств и наук.
В 2020 году Карпман была нанята для написания музыки к мультсериалу-антологии Marvel Studios «Что, если…?».
В январе 2022 года Карпман наняли для написания музыки к грядущему фильму о супергероях «Капитан Марвел 2».
В мае 2022 года Карпман написала музыку к сериалу «Мисс Марвел».
В марте 2024 года Карпман номинировалась на премию «Оскар» в категории «Лучшая музыка к фильму» за комедийную драму  «Американское чтиво» (2023).

## Личная жизнь
Карпман живёт и работает в своём доме на берегу моря в Лос-Анджелесе с женой, композитором Норой Кролл-Розенбаум, их сыном и двумя собаками.

## Дискография

### Полнометражные фильмы

#### 2020-е
| Год  | Название                   | Выпущено                                                                 |
| ---- | -------------------------- | ------------------------------------------------------------------------ |
| 2025 | Капитан Америка: Новый мир | Marvel Studios                                                           |
| 2023 | Американское чтиво         | Metro-Goldwyn-Mayer                                                      |
| 2023 | Капитан Марвел 2           | Marvel Studios                                                           |
| 2022 | Epic Bill                  | Red Wrap Productions                                                     |
| 2021 | Resort to Love             | AK Worldwide The Malina Yarn Company Story Ink                           |
| 2020 | Pray Away                  | Artemis Rising Foundation Blumhouse Productions Chicken And Egg Pictures |
| 2020 | Senior Moment              | Goff Productions                                                         |
| 2020 | Love Is Love Is Love       | American Zoetrope                                                        |
| 2020 | Paper Children             | CineMia                                                                  |

#### 2010-е
| Год  | Название                       | Выпущено                                 |
| ---- | ------------------------------ | ---------------------------------------- |
| 2019 | Sid & Judy                     | Passion Pictures                         |
| 2018 | Phil’s Camino: So Far, So Good |                                          |
| 2018 | Подстава                       | Treehouse Pictures                       |
| 2018 | Inventing Tomorrow             | Fishbowl Films HHMI Tangled Bank Studios |
| 2017 | Step                           | Artemis Rising Foundation                |
| 2016 | Париж подождёт                 | Lifetime Films American Zoetrope         |
| 2016 | The Cinema Travellers          |                                          |
| 2015 | The State of Marriage          |                                          |
| 2015 | Code: Debugging the Gender Gap |                                          |
| 2014 | States of Grace                |                                          |
| 2014 | Regarding Susan Sontag         |                                          |
| 2013 | Black Nativity                 |                                          |
| 2013 | The Galapagos Affair           |                                          |
| 2011 | Something Ventured             |                                          |
| 2010 | Nothing Special                |                                          |

### Телесериалы
| Год         | Название         | Выпущено                                                                   | Примечания  |
| ----------- | ---------------- | -------------------------------------------------------------------------- | ----------- |
| 2022        | Мисс Марвел      | Marvel Studios                                                             | 6 эпизодов  |
| 2022        | 61st Street      | AMC BBC Studios                                                            | 16 эпизодов |
| 2022        | From Scratch     | Netflix                                                                    | 8 эпизодов  |
| 2021 — 2022 | Что если…?       | Marvel Studios                                                             | 9 эпизодов  |
| 2020        | Страна Лавкрафта | Warner Bros. Television StudiosMonkeypaw Productions Bad Robot Productions | 10 эпизодов |
| 2019        | Why We Hate      | Amblin Television                                                          | 6 эпизодов  |
| 2019        | LA’s Finest      | Sony Pictures TelevisionJerry Bruckheimer Television                       | 13 эпизодов |
| 2016 — 2017 | Underground      | Sony Pictures Television                                                   | 20 эпизодов |
| 2007 — 2022 | Craft in America |                                                                            | 18 эпизодов |
| 2002 — 2003 | Одиссея 5        | Showtime                                                                   | 19 эпизодов |
| 2002        | Похищенные       | Syfy Universal                                                             | 10 эпизодов |
| 1997 — 2003 | The Living Edens |                                                                            | 24 эпизодов |

### Видеоигры
| Год  | Название                         |
| ---- | -------------------------------- |
| 2014 | Project Spark                    |
| 2012 | Guardians of Middle-earth        |
| 2011 | Kung Fu Panda 2                  |
| 2007 | EverQuest: The Buried Sea        |
| 2006 | EverQuest: Prophecy of Ro        |
| 2006 | Untold Legends: Dark Kingdom     |
| 2006 | EverQuest II: The Fallen Dynasty |
| 2006 | Field Commander                  |
| 2006 | EverQuest II: Kingdom of Sky     |
| 2005 | EverQuest II: The Splitpaw Saga  |
| 2004 | EverQuest II                     |